# Легенда о динозавре
«Легенда о динозавре и чудовищной птице» (яп. 恐竜怪鳥の伝説 Кё:рю: каитё: но дэнсэцу) — японский художественный фильм в жанре кайдзю эйга, снятый в 1977 году на студии «Тоэй» режиссёром Дзюндзи Курата, и вышедший на экраны 29 апреля того же года.

## Сюжет
В небольшой японской деревне Дзукаи, которая стоит на берегу озера Сай вблизи вулкана Фудзияма, начинают происходить загадочные события. Девушка, пришедшая в печально известный лес Аокигахара, чтобы покончить с собой, проваливается в пещеру. Она находит огромное метровое яйцо, скорлупа которого у неё на глазах трескается, и в открывшуюся щель она видит большой жёлтый глаз, покрытый вязкой слизью. В ужасе девушка выбирается из пещеры и падает без сознания на руки рабочих, копающих неподалёку траншею.
Молодой геолог компании Universal Stone Company Такаси Асидзава (Цунэхико Ватасэ) узнаёт об этом из телевизионных новостей и решает отложить экспедицию в Мексику, чтобы заняться исследованием таинственной пещеры. Местные жители показывают ему дорогу, но проводить отказываются, рассказывая таинственные истории о том, что в этих местах пропадают лошади и из земли вылезают длинные черви.
Во время спуска в пещеру начинается землетрясение. Асидзава падает, теряет сознание и оказывается в хижине странного старика Сёхэй Муку, знатока местной природы и давнего друга его покойного отца. Из их разговора становится ясно, что отец Асидзавы тоже был геологом. Много лет назад он обнаружил в местных пещерах каменное яйцо, которое считал яйцом динозавра.
В городе, куда приехал Асидзава, он встречает свою былую любовь Акико (Нобико Сава). Девушка увлекается дайвингом и подводной съёмкой. Вместе со своей подругой Дзюнко, также аквалангисткой и сборщицей народных песен, она отдыхает на озере и снимает красоты местного подводного мира. Асидзава пытается восстановить с девушкой близкие отношения, однако в самый пикантный момент в вагончик-трейлер, где она живёт, заползают скользкие жирные угри, и девушка в ужасе убегает.
Вскоре в озере погибают двое отдыхающих. Их водный велосипед переворачивается на спокойной воде, и оба «велосипедиста» тонут. Однако за несколько мгновений до их гибели можно увидеть странную чёрную тень под водой, и это даёт понять: люди пали жертвой монстра.
Тем временем Асидзава обсуждает проблемы сейсмологии с руководителем местной сейсмостанции. Из разговора становится известно, что в последнее время землетрясения участились и это, видимо, является предвестьем глобального природного катаклизма. Выясняется также, что отец Асидзавы был сторонником гипотезы, что динозавры дожили до наших дней, и один из них обитает в озере.
Между тем происходит ещё одно загадочное происшествие. Дзюнко, подруга Акико, возвращаясь вечером домой на велосипеде, обнаруживает вблизи шоссе обезглавленный труп лошади. Асидзава, через несколько часов прибывший на место происшествия, обнаруживает лошадь уже высоко на дереве, а рядом видит странные следы, похожие на отпечатки плавников плезиозавра, древней рептилии, вымершей много миллионов лет назад.
На следующий день в городе проходит традиционный «праздник Дракона». Местные студенты, желая сделать празднику рекламу, распространяют слухи о динозаврах, которых видели в окрестностях. В самый разгар праздника сильный удар неожиданно сотрясает эстраду, люди падают в воду, а недалеко от берега на поверхности появляется плавник чудовища. Начинается паника, но быстро выясняется, что плавник фанерный, его буксируют по воде два пловца-студента.
Однако когда пловцы приплывают в укромную бухту и пытаются выйти из воды, они подвергаются нападению чудовища — плезиозавра. Хироси и Сусуму, буксировавшие фанерный плавник, погибают в зубах ящера, а Дзиро, организатор розыгрыша, в панике бежит в город, где пытается сообщить людям о чудовище, но ему не верит никто, кроме приезжего репортёра Гарольда, специализирующегося на криптозоологии.
Тем временем в лесу, в небольшом домике на территории лагеря скаутов, происходит очередной фатальный случай. Ужасающей сцене предшествуют кадры с эротическим оттенком: молодая японка принимает душ, затем, полуодетая, в спортивных штанах и бюстгальтере, безмятежно вытирает голову, стоя спиной к окну, в котором неожиданно появляется голова плезиозавра. Гигантский ящер проламывает потолок и хватает девушку.
В тот же день в пасти чудовища погибает Дзюнко. Динозавр перекусывает её пополам, и Акико, вернувшаяся на лодку после погружения, с ужасом обнаруживает в воде верхнюю часть тела подруги.
После всех этих ужасных событий в городе начинается паника. Туристы массово покидают городок, а власти при помощи армии устраивают поиски чудовища с использованием быстроходных катеров, вертолётов, подводных камер и новейшей гидроакустической станции. Одновременно в городке собирается пресс-конференция, на которой присутствуют учёные, светила японской палеонтологии. Присутствующий здесь же Асидзава рассказывает о гипотезе своего отца — в озере в состоянии спячки миллионы лет существуют плезиозавры, которые просыпаются только накануне извержений вулкана Фудзияма. Главный оппонент Асидзавы, профессор Сакаи, не принимает всерьёз эту гипотезу.
Поиски чудовища заканчиваются безрезультатно. Несмотря на гибель шести местных жителей, военные покидают городок.
На следующий день Асидзава решает увидеть динозавра своими глазами. Он надевает акваланг и отправляется на поиски. Акико ждёт его на берегу. Тем временем староста деревни идёт на крайние меры — приказывает бомбить воды озера глубинными бомбами. Опасаясь за жизнь Асидзавы, Акико надевает акваланг и плывёт на поиски возлюбленного. Спасаясь от глубинных бомб, они случайно заплывают в подводную пещеру. Как оказывается в дальнейшем, этот ход ведёт в пещеру с яйцами динозавра, показанную в начале фильма.
Между тем в ту же пещеру в сопровождении Сёхэи Муку спускается неназванный энтузиаст-исследователь динозавров, который лелеет собственную теорию, что в пещерах в латентном состоянии могли сохраниться яйца птерозавров. Они находят яйцо как раз в тот момент, когда из него вылупливается ящер. Из метрового яйца появляется полутораметровая когтистая лапа и разрывает энтузиаста на части. Вскоре та же участь постигает старика Муку. Когда через некоторое время в пещере появляются Асидзава и Акико, они обнаруживают два свежих трупа. А ящер вырывается на свободу и начинает творить своё чёрное дело. Это рамфоринх (в русском переводе фигурирует птеродактиль) — птерозавр. На бреющем полёте он проносится над деревней и огромной когтистой лапой хватает одного из местных жителей. Начинается беспорядочная стрельба по чудовищу, в результате которой одна из пуль попадает в склад глубинных бомб и происходит взрыв страшной силы.
Тем временем Асидзава и Акико выбираются из пещеры и тут же сталкиваются с плезиозавром. Асидзава счастлив — теория отца подтвердилась, жизнь прожита не зря! Плезиозавр преследует их, и они снова прячутся в пещере. Голова плезиозавра на тонкой длинной шее проникает в пещеру и приближается к Асидзаве.
Помощь приходит неожиданно: в родную пещеру возвращается летающий ящер. Он пытается достать плезиозавра зубастым клювом. Тому удаётся сбить птеродактиля (рамфоринха) на землю, и они, сшибая деревья, продолжают смертельную схватку, во время которой птеродактиль выклёвывает противнику глаз.
Однако в это самое время начинается катастрофическое землетрясение и извержение вулкана Фудзияма, о чём ранее предупреждали учёные. Летающий ящер, по всей видимости, получил повреждение крыла в схватке, поэтому взлететь не может, и хлынувшая лава сжигает его. В земле образуется огромная трещина, куда падает плезиозавр и погибает.
Среди разбушевавшейся стихии Асидзава и Акико отчаянно, однако безуспешно ищут более безопасное место. Девушка падает в трещину, но успевает схватиться за ствол поваленного дерева. Асидзава пытается спасти возлюбленную. Их руки долго тянутся навстречу и наконец находят друг друга на фоне пылающего огня.

## Производство
Вдохновителем съёмок фильма стал президент компании Toei Сигэру Окада в 1974 году. Будучи главой японской делегации на зарубежных кинофестивалях, он наладил деловые отношения с руководителями дистрибьюторских компаний западного образца, а также организовал показ фильма «Челюсти» на студии Toei Studios. Окада решил, что тенденции американского кино станут популярными в Японии и что японское кинопроизводство должно перенять эти тенденции. Основываясь на успехе «Челюстей», он решил, что аналогичные фильмы о монстрах будут иметь успех и в Японии.
Производство фильма «Легенда о динозавре» началось в декабре 1975 года, в том же месяце, когда «Челюсти» вышли в прокат по всей Японии. В это же время произошёл новый всплеск сообщений о чудовище Несси в озере Лох-Несс. С целью выхода на мировой кинорынок фильм должен был показать гору Фудзияма (как символ Японии) и включать аналогичную тему загадочного монстра, обитающего в озере. Сценарий также содержал другие элементы японской культуры, такие как легенды и мифы о драконах. Весной 1976 года первоначальное название сценария было «Гигантская птица-монстр против гигантского Бога-дракона» (大 怪鳥 対 大 竜 神, Dai kaisho tai Dai ryujin). Окончательный сценарий был завершен 3 сентября 1976 года.
Съёмки фильма стартовали 12 октября и завершились через шесть месяцев, 21 марта 1977 года, проходя в студии Toei и на горе Фудзи. Производственные затраты составили 750 миллионов йен (2,8 миллиона долларов), в том числе 150 миллионов йен на спецэффекты, 45 миллионов йен на кинооборудование и 20 миллионов йен на модели и аниматронику. Дополнительно для водных сцен в студии Toei’s Kyoto был также построен 24-метровый бассейн.
Модельной работой руководил опытный специалист, актёр и режиссер Фуминори Охаши. За четырёхмесячный период были созданы четыре различных типа моделей для плезиозавра в различном масштабе, а также головы и плавники в натуральную величину. Были созданы модели рамфоринхов в уменьшенном масштабе, а также их голова и ноги в размере один к одному.

## Выход в прокат
Расходы на рекламу фильма достигли 100 миллионов йен. «Легенда о динозаврах и птицах-монстрах» была выпущена в Японии 29 апреля 1977 года и принесла кассовых сборов на 240 миллионов йен.
Президент Toei Окада заявил, что, несмотря на значительные предварительные продажи на Международных кинофестивалях в Милане и Тегеране в октябре—ноябре 1976 года, в целом фильм не имел значительного успеха за рубежом.

## В советском кинопрокате
Фильм вышел на киноэкраны СССР в 1979 году под названием «Легенда о динозавре» и имел огромный зрительский успех (48,7 млн зрителей). Кассовые сборы составили около 12,2 миллионов советских рублей. Поскольку фильм был единственным японским фильмом о монстрах, доступным в Советском Союзе, он стал культовым в России. 
Дублирован на киностудии «Мосфильм» (режиссёр — А. Малюков). Роли озвучивали: В. Спиридонов, Н. Румянцева, А. Кузнецов и другие.

## Персонажи
| Персонаж                                      | Актёр           |
| --------------------------------------------- | --------------- |
| Такаси Aсидзава (Takashi Ashizawa)            | Цунэхико Ватасэ |
| Акико (Akiko)                                 | Нобико Сава     |
| Дзюнко (Junko)                                |                 |
| Сёхэй Муку (Shohei Muku)                      |                 |
| Дзиро, Хироси, Сусуму (Jiro, Hiroshi, Susumu) |                 |
| Гарольд Такер (Harold Tucker)                 | Дэвид Фридман   |
| Кума (Kuma)                                   |                 |
| Плезиозавр (Plesiosaurus)                     |                 |
| Рамфоринх (Rhamphorhyncus)                    |                 |

## Мировая премьера
- Япония 29 апреля 1977 года
- Германия 5 августа 1977 года
- Соединённые Штаты Америки 12 октября 1977 года
- Союз Советских Социалистических Республик 1 января 1979 года